# Петрова Белка
Петрова Белка (Петрово-Белка Петровка-Белянка \ Петров Починок) — упразднённая в 1958 году деревня Высокогорского района Татарской АССР РСФСР СССР. Входила на год упразднения в состав Шапшинского сельского совета. В XXI веке на территории Шапшинского сельского поселения Высокогорского района Республики Татарстан Российской Федерации. Жили русские.

## География
Находился в 6 км от железнодорожной станции Чепчуги, в 54 км от пристани Казань.

## История
Впервые упоминается в «Списке населённых мест Российской империи по сведениям 1859—1873 годов» (Казанская губерния, Казанский уезд)" с наименованием «Петров Починок (Бельки)». Указано численность дворов 4, численность жителей мужского пола − 20, женского — 22". Село вероятно образовано в период с 1840 по 1850-е г. XIX в., так как на картах ранее 1840 года не встречается. С 1930 г. село в составе Шапшинского сельсовета Казанского, с 1935 г. — Высокогорского районов.
С 1951 г. началось укрупнение колхозов. Был образован колхоз «Серп и Молот», в состав которого вошли деревни Тимошкино, Шапши, Новый Ключ. В состав колхоза «Красный Восток» вошла деревня Сидорова — Пустошь. В 1958 году д. Петрова Белка перестала существовать, так как соединилась с д. Сидорова — Пустошь. В 1958 году в состав колхоза «Серп и Молот» вошли ещё четыре деревни: Сидорова — Пустошь, Николаевка, Дубровка, Красный Восток. В 1969 году было начато строительство, рядом с д. Шапши поселка городского типа, куда постепенно были переселены жители деревни Тимошкино, Николаевка, Дубровка, Новый Ключ, Сидорова — Пустошь, Шапши.

## Население
Согласно «Списка населённых мест Казанской губернии (1910—1914), (Казанский уезд, Чепчуговская волость)» численность населения с. Петрова Белка «..117 душ обоего пола к 1907 году..», русские.
155 человек (1930 г., русские).

## Инфраструктура
Личное подсобное хозяйство с зоной сельскохозяйственного использования.
Основа экономики — сельское хозяйство. Действовал семенохозяйственная артель (колхоз) «1 Мая».